# Жеґоцин (Плешевський повіт)
Жеґоцин (пол. Żegocin) — село в Польщі, у гміні Чермін Плешевського повіту Великопольського воєводства.
Населення — 395 осіб (2011).
У 1975-1998 роках село належало до Каліського воєводства.

## Демографія
Демографічна структура станом на 31 березня 2011 року:
|          | Загалом | Допрацездатний вік | Працездатний вік | Постпрацездатний вік |
| -------- | ------- | ------------------ | ---------------- | -------------------- |
| Чоловіки | 204     | 40                 | 146              | 18                   |
| Жінки    | 191     | 41                 | 116              | 34                   |
| Разом    | 395     | 81                 | 262              | 52                   |